# Cantó de Neuilly-sur-Marne
El cantó de Neuilly-sur-Marne és un antic cantó francès del departament de Sena Saint-Denis, que estava situat al districte de Le Raincy. Comptava amb el municipi de Neuilly-sur-Marne.
Al 2015 va desaparèixer i el seu territori va passar a formar part del cantó de Gagny.

## Municipis
- Neuilly-sur-Marne

## Història
| Data d'elecció                           | Identitat         | Partit | Qualitat |
| ---------------------------------------- | ----------------- | ------ | -------- |
| 1976-1982                                | Jacques Mahéas    | PS     |          |
| 1982-2008                                | Anne-Marie Mahéas | PS     |          |
| 2008-                                    | Michèle Bailly    | PS     |          |
| les dades anteriors no són pas conegudes |                   |        |          |
|                                          |                   |        |          |

## Demografia
| A partir de 1990: Població sense dobles comptes |